# Anak Reje
Anak Reje is een bestuurslaag in het regentschap Gayo Lues van de provincie Atjeh, Indonesië. Anak Reje telt 191 inwoners (volkstelling 2010).